# Театр МДМ
Теа́тр МДМ — театр в районе Хамовники города Москвы, Россия. Самый вместительный театр в городе (1800 посадочных мест). Расположен в Московском дворце молодёжи. С 2021 года управляется театральной компанией «МДМ Шоу».

## История
Московский дворец молодёжи был воздвигнут в 1982—1988 годах. В центре четырёхэтажного здания был размещён Большой концертный зал МДМ. Здесь проходили различные районные и городские концерты и другие мероприятия. С 1988 года до середины 2002 года зал был площадкой для проведения и телесъёмки игр Высшей лиги КВН.
С осени 2002 года Большей концертный зал стал использоваться в качестве театра. Летом здесь была проведена реконструкция: переоборудованы сцена, гримёрки, зрительный зал, холлы и фойе. Первым стационарным проектом стал бродвейский мюзикл с американскими артистами — «42-я улица», премьера которого состоялась 12 октября. Его прокат был рассчитан на три месяца и он должен был стать началом проекта «Бродвей в Москве». 23—26 октября в Театральном центре на Дубровке, где шёл мюзикл «Норд-Ост», был совершён теракт. В конце октября стало известно, что первоначально террористы для своей операции рассматривали Театр МДМ. В четверг, 31 октября спецслужбы провели обыск в театре и во всём центре Дворца молодёжи, в связи с чем был отменён спектакль. Эти события и тот факт, что труппа была англоязычной, повлияли на отток зрителей: билеты перестали продаваться. В конце декабря 2002 года прокат мюзикла «42-я улица» был досрочно завершён.
7 ноября 2003 года на сцене театра состоялась премьера российского мюзикла «12 стульев» компании «Русский мюзикл», одним из продюсеров которого был Дмитрий Богачев. Последний спектакль был сыгран 31 мая 2004 года.
В конце 2004 года Дмитрий Богачев основал российское подразделение международной театральной компании Stage Entertainment, и Театр МДМ стал её главной площадкой. За тринадцать лет компания представила здесь ряд популярных мюзиклов Вест-Энда и Бродвея («Кошки», «Mamma Mia!», «Зорро», «Призрак Оперы», «Чикаго», «Красавица и чудовище», «Звуки музыки», «Бал вампиров», «Привидение»).
Летом 2014 года для постановки мюзикла «Призрак Оперы» в театре была проведена масштабная реновация: на два метра увеличена глубина сцены, заменена верхняя и нижняя механизация, обновлено звуковое и световое оборудование, улучшена акустика зала. Помимо этого в зрительном зале увеличили число посадочных мест с 1567 до 1800, что сделало театр самым вместительным в Москве. Также обновили фойе, холлы, барные зоны. На реновацию было потрачено более двухсот миллионов рублей.
С августа 2018 года Театр МДМ арендует компания «Фэнси Шоу», которая вместе с театральной компанией Дмитрия Богачёва «Бродвей Москва» уже осенью того же года представила драматический спектакль «Очень смешная комедия о том, как шоу пошло не так». Осенью 2019 года в Театре МДМ состоялись сразу две премьеры — британской пьесы «Комедия о том, как банк грабили» и бродвейского мюзикла «Первое свидание». Осенью 2020 года в Театре МДМ прошли премьеры мюзиклов «Шахматы» и «День влюблённых». В декабре 2022 года состоялась премьера мюзикла «Ничего не бойся, я с тобой». 19 декабря 2023 года в театре «Маска» (новая сцена МДМ) состоялась премьера мюзикла-пародии «МАММА МИМО! или Мюзикл пошел не так».

## Постановки в театре
- 2002: «42-я улица»
- 2003: «12 стульев»

### Stage Entertainment Russia (2005—2018)
| Начало показа | Окончание показа | Постановка             | Жанр   | Примечания                                  |
| ------------- | ---------------- | ---------------------- | ------ | ------------------------------------------- |
| 18.03.2005    | 31.03.2006       | «Кошки»                | мюзикл | Российская премьера. 370 спектаклей.        |
| 14.10.2006    | 25.05.2008       | «Mamma Mia!»           | мюзикл | Российская премьера. 500 спектаклей.        |
| 11.10.2008    | 30.04.2010       | «Красавица и чудовище» | мюзикл | Российская премьера.                        |
| 02.10.2010    | 31.05.2011       | «Зорро»                | мюзикл | Российская премьера. 300 спектаклей.        |
| 08.10.2011    | 28.06.2012       | «Звуки музыки»         | мюзикл | Российская премьера. 280 спектаклей.        |
| 27.10.2012    | 24.04.2013       | «Mamma Mia!»           | мюзикл | Возобновление. 320 спектаклей.              |
| 02.10.2013    | 18.05.2014       | «Чикаго»               | мюзикл | К концу проката переехала в театр «Россия». |
| 01.10.2014    | 30.04.2016       | «Призрак Оперы»        | мюзикл | Российская премьера. 615 спектаклей.        |
| 29.10.2016    | 01.07.2017       | «Бал вампиров»         | мюзикл |                                             |
| 07.10.2017    | 23.06.2018       | «Привидение»           | мюзикл | Российская премьера. 231 спектакль.         |

### «Фэнси Шоу» и «Бродвей Москва» (2018—настоящее время)
| Начало показа | Окончание показа   | Постановка                                        | Жанр           | Примечания                          |
| ------------- | ------------------ | ------------------------------------------------- | -------------- | ----------------------------------- |
| 06.10.2018    | 27.01.2022         | Очень смешная комедия о том, как шоу пошло не так | комедия        | Российская премьера                 |
| 24.09.2019    | по настоящее время | Первое свидание                                   | мюзикл         | Российская премьера                 |
| 05.10.2019    | 16.03.2020         | Комедия о том, как банк грабили                   | комедия        | Российская премьера                 |
| 19.09.2020    | по настоящее время | День влюблённых                                   | мюзикл         | Мировая премьера                    |
| 17.10.2020    | 16.10.2022         | Шахматы                                           | мюзикл         | Российская премьера, 600 спектаклей |
| 03.12.2022    | 13.10.2024         | Ничего не бойся, я с тобой                        | мюзикл         | Российская премьера, 718 спектаклей |
| 19.12.2023    | по настоящее время | МАММА МИМО! или Мюзикл пошел не так               | мюзикл-пародия | Российская премьера                 |
| 05.10.2024    | по настоящее время | Элементарно, Хадсон! Дело о собаке Б.             | комедия        | Российская премьера                 |
| 07.12.2024    | по настоящее время | Последняя сказка                                  | мюзикл         | Российская премьера                 |

## Фотогалерея

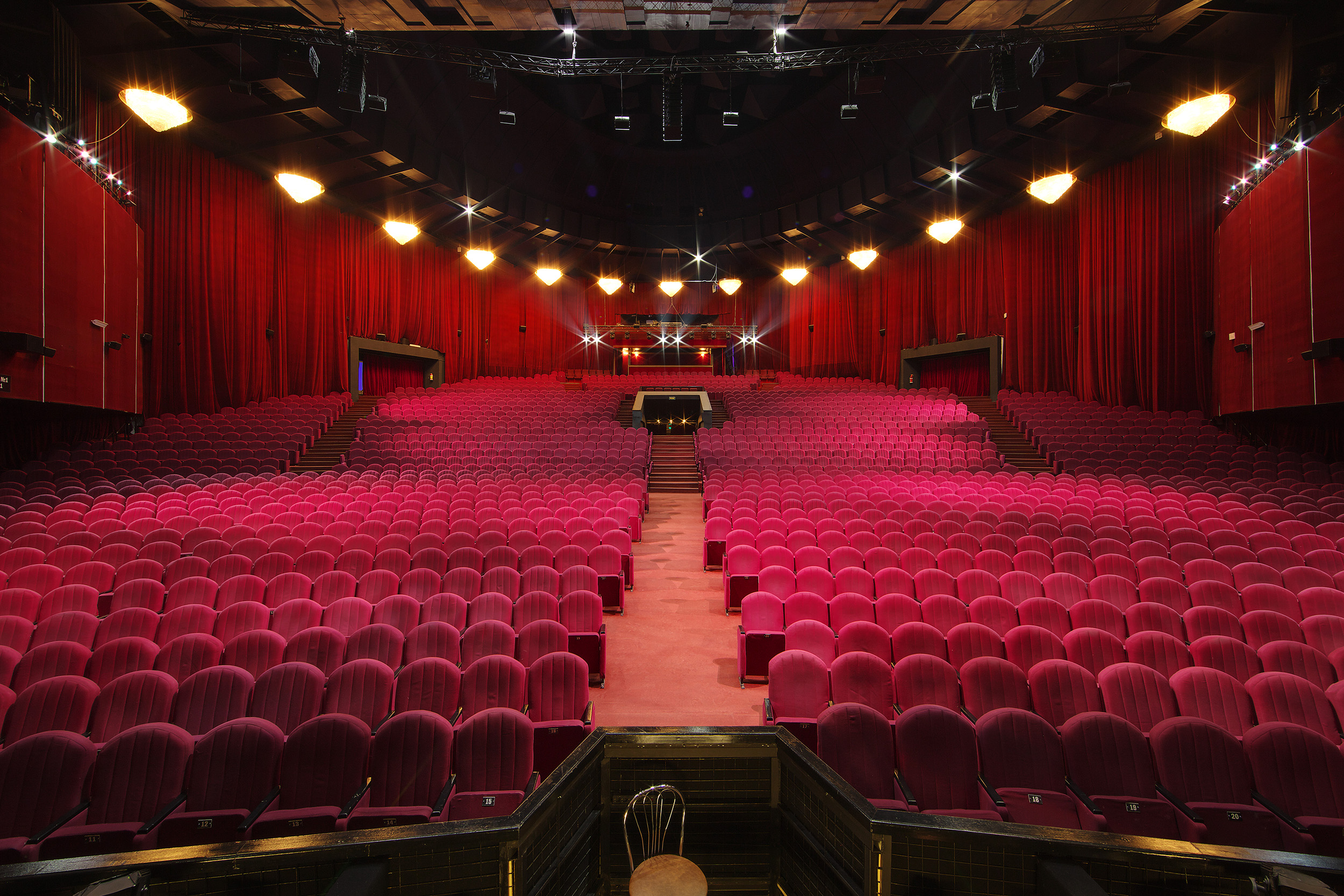
Зрительный зал

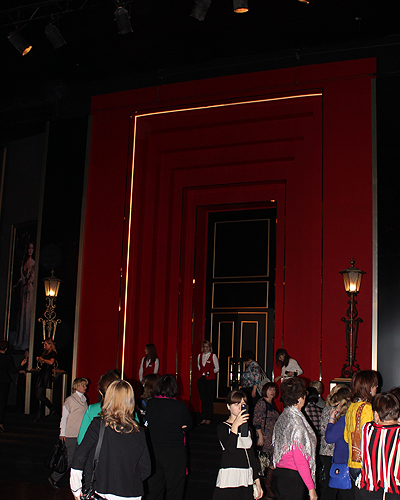
Центральное фойе театра: мраморный портал главного входа, который много лет был „зашит“ за малой сценой.
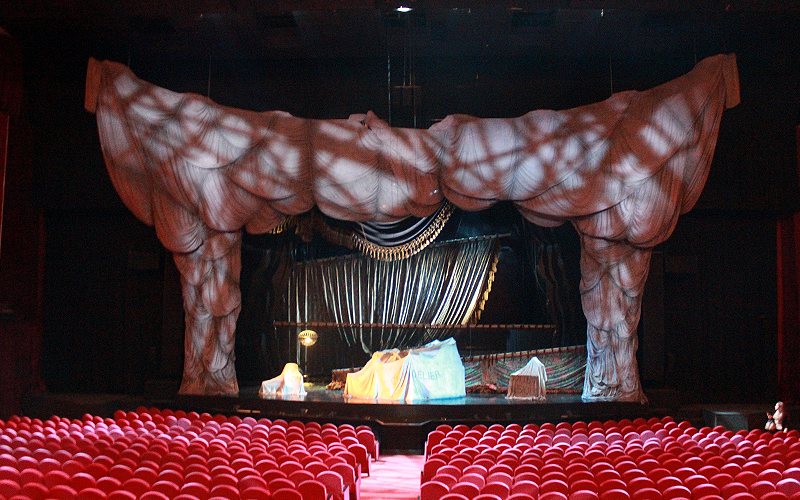
Сцена театра: декорации пролога мюзикла «Призрак Оперы».
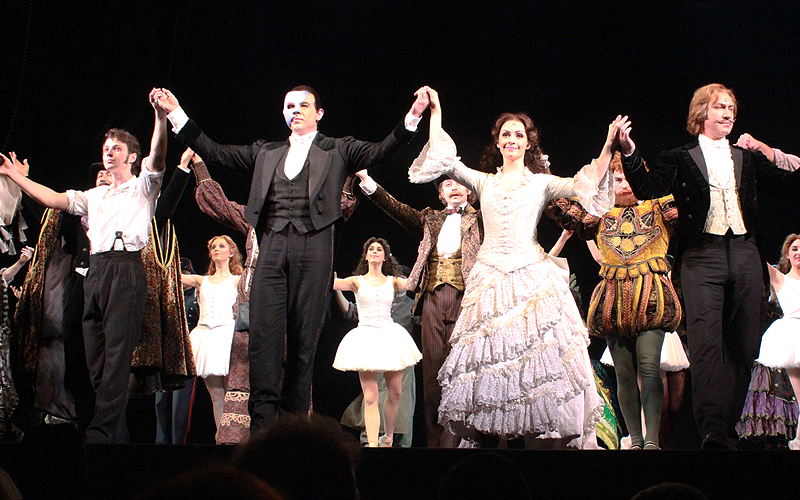
Артисты мюзикла «Призрак Оперы» на поклоне.
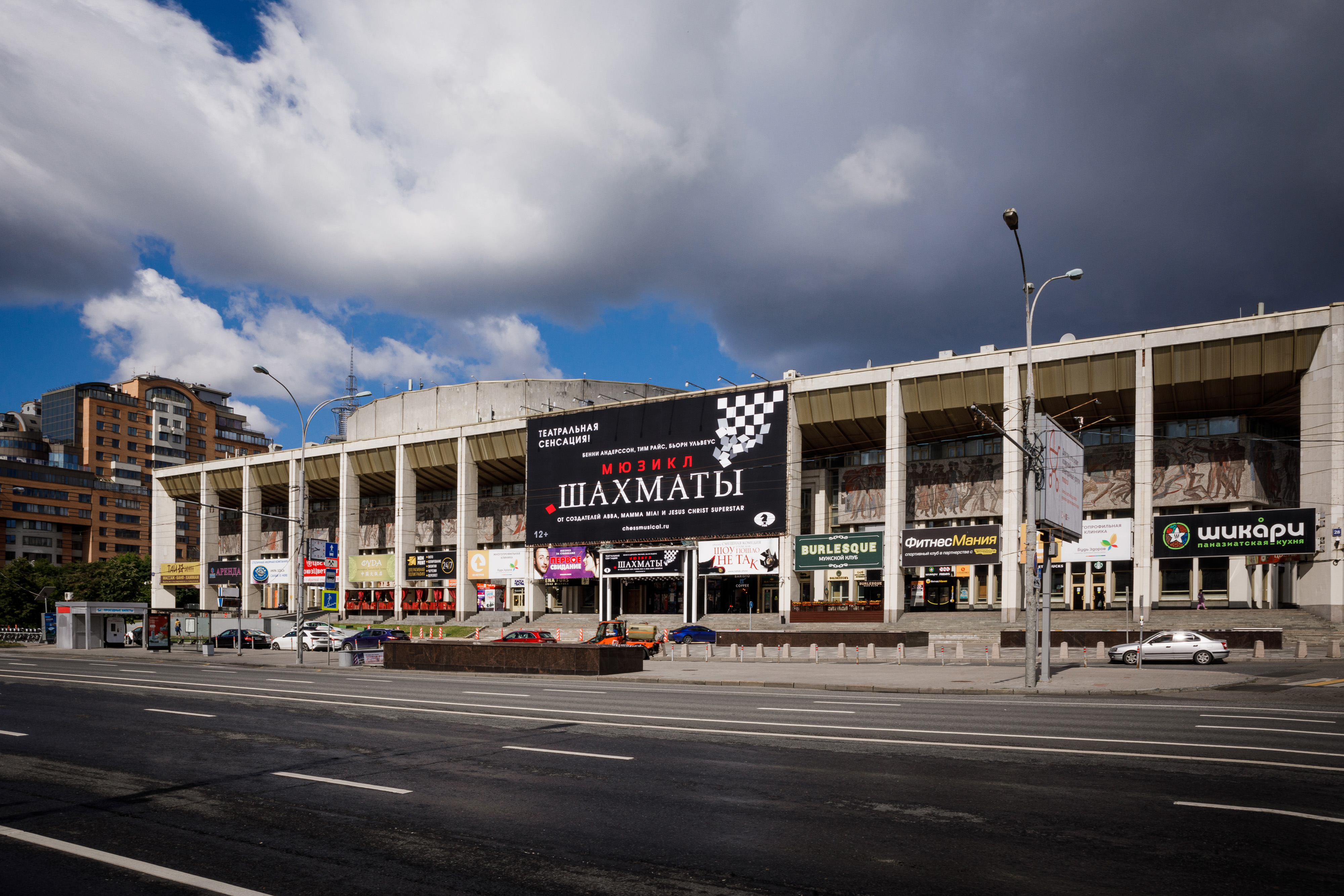
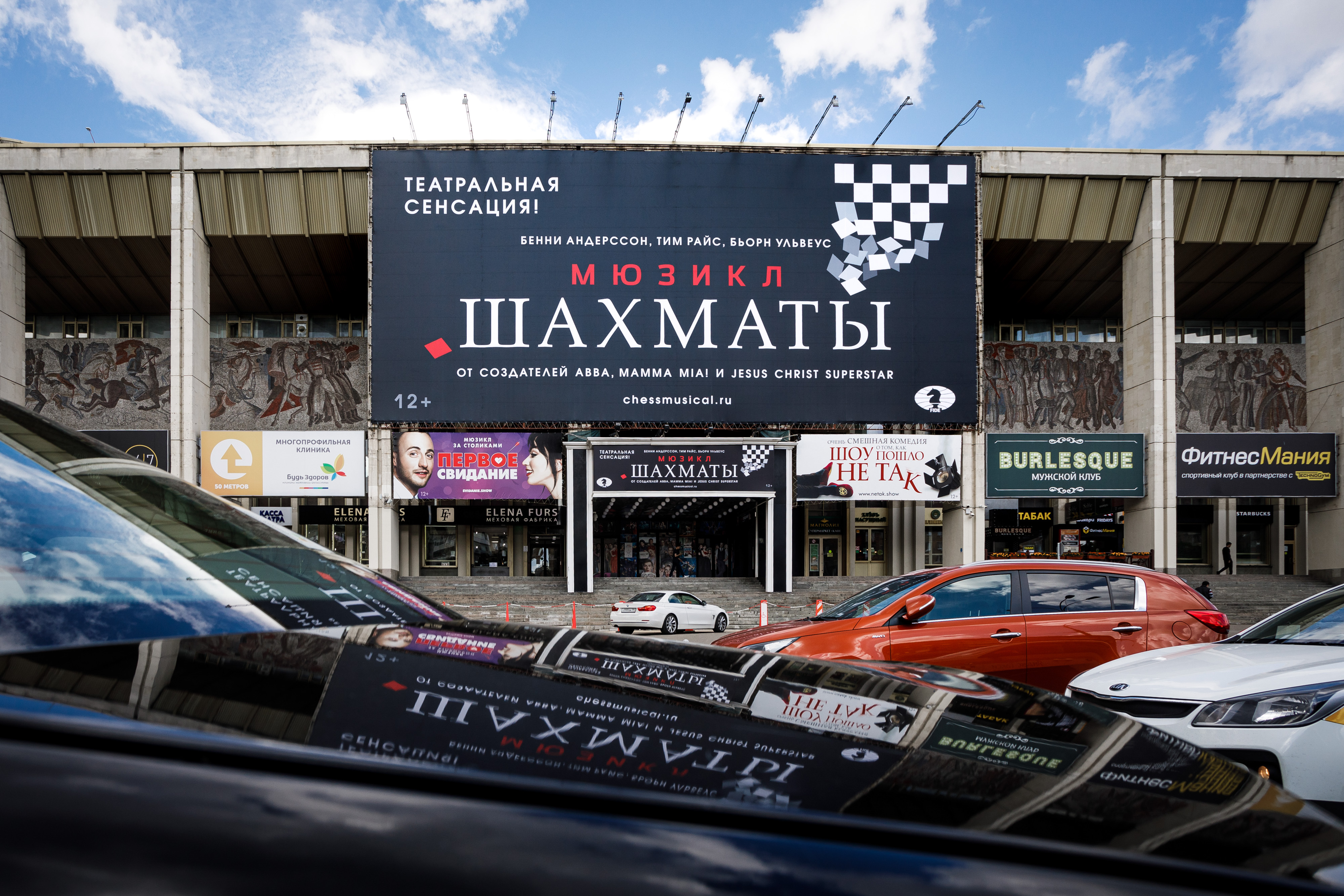